# Verónica Inés Cheja
Verónica Inés Cheja (Buenos Aires, 27 de octubre de 1971) es una empresaria argentina, especializada en comunicación institucional y relaciones públicas.

## Biografía
Inició su actividad profesional en el ámbito de la comunicación en la década de 1990, trabajando con bandas de rock.
En 1996 fundó Urban Grupo de Comunicación, junto con Silvia Maggiani y Gabriela Korovsky. La agencia opera en Chile, México, Colombia y España.
En 2009, integró el jurado del festival Cannes Lions en la categoría de relaciones públicas.
En 2020 creó Neuronal, una empresa enfocada en estrategias de comunicación con uso de inteligencia de datos.
Ha participado en foros empresariales como el B20 y el W20, instancias asociadas al G20.
En noviembre de 2023 fundó JAE 3 - Red de Judíos Argentinos Emprendedores, Ejecutivos y Empresarios, una organización que acciona contra el antisemitismo en Argentina, con especial atención al ámbito empresarial.
Colabora regularmente en medios digitales sobre equidad de género,antisemitismoy comunicación.

## Distinciones
- Women to Watch (2016), otorgado por Adlatina y Advertising Age.[16]
- Women Corporate Directors (2022), mención especial: equidad de género.[17]